# Helina testacea
Helina testacea är en tvåvingeart som först beskrevs av Malloch 1921.  Helina testacea ingår i släktet Helina och familjen husflugor.
Artens utbredningsområde är Kenya. Inga underarter finns listade i Catalogue of Life.